# Тичків (зупинний пункт)
Ти́чків — залізничний зупинний пункт Коростенської дирекції Південно-Західної залізниці.
Розташований неподалік від села Тичків Народицького району Житомирської області на лінії Овруч — Вільча між станціями Овруч (30 км) та Рача (3 км).
Станом на лютий 2020 року пасажирське сполучення відсутнє, здійснюються промислові перевезення.